# Eupithecia obliquiplaga
Eupithecia obliquiplaga är en fjärilsart som beskrevs av Dyar 1927. Eupithecia obliquiplaga ingår i släktet Eupithecia och familjen mätare. Inga underarter finns listade i Catalogue of Life.